# Улица Калинина (Екатеринбург)
У́лица Кали́нина — улица в жилом районе (микрорайоне) Уралмаш Орджоникидзевского административного района Екатеринбурга. Своё название улица получила в честь М. И. Калинина, который посещал Уралмашзавод ещё в ходе его строительства.

## Расположение и благоустройство
Улица проходит с юго-востока на северо-запад между улицами Кировградской и Уральских Рабочих. Начинается от Т-образного перекрёстка с улицей Кузнецова и заканчивается у аналогичного перекрёстка с Республиканской улицей. Пересекается с улицами Авангардной, Ильича, Стахановской, проспектом Орджоникидзе, улицами 40-летия Октября, Ломоносова, Бакинских Комиссаров, Сосновым переулком, улицей Народного Фронта, Зелёным и Краснополянским переулками, улицей Молодёжи. Слева на улицу выходят улица Красных Борцов и Симбирский переулок, справа к улице примыкает улица Индустрии.
Протяжённость улицы составляет около 2800 метров. Ширина проезжей части в среднем около семи метров (по одной полосе в каждую сторону движения). На протяжении улицы имеется три светофора (на перекрёстках с улицами Ильича, 40-летия Октября и Бакинских Комиссаров), нерегулируемых пешеходных переходов не имеется. С обеих сторон улица оборудована тротуарами (к востоку от Бакинских Комиссаров) и уличным освещением (кроме отрезков к западу от улицы Индустрии и к востоку от улицы Красных Борцов).

## История
Возникновение улицы связано с формированием и развитием соцгородка «Уралмашзавода» в 1930-х годах.
До 1933/1934 годов улица не имела названия, а дома по ней относились к уралмашевскому «кварталу № 1». Улица состояла из двухэтажных рублёных домов, кроме каменной школы № 80 и двухэтажной швейной мастерской на пересечении с улицей Стахановской. Заканчивалась улица Калинина в 1930-е годы деревянным корпусом цирка по своей нечётной стороне на пересечении с современным проспектом Орджоникидзе; далее находился большой пустырь, первые рубленые дома на котором появились накануне Великой Отечественной войны, а шлакоблочные — уже после неё. Изначально улица Калинина была прямой, но позднее на участках рядом с улицами Красных Борцов и Индустрии она была перегорожена многоэтажными зданиями, и стала «обтекать» последние.
Застройка улицы Калинина разноэтажная: на участке к западу от Симбирского переулка — малоэтажная, к востоку — средне и многоэтажная, с элементами высотной застройки (16-27 этажей).
В настоящее время идёт точечная застройка, сносятся деревянные барки постройки 1930-х, а им на смену строят высотные жилые дома.

## Примечательные здания и сооружения
- № 1 — 27-этажный жилой дом.
- № 13 — психиатрическая больница № 3.
- № 26а — средняя общеобразовательная школа № 80.
- № 36а — детский сад «Арт-Этюд».
- № 48 — средняя общеобразовательная школа № 72.
- № 64 — учебный центр МВД России.

## Транспорт

### Наземный общественный транспорт
Движение наземного общественного транспорта по улице не осуществляется. Ближайшие остановки общественного транспорта: к началу улицы — «Библиотека» (на улице Ильича), к середине улицы — «Калинина» (улица 40-летия Октября).

### Ближайшие станции метро
В 350 метрах к востоку от начала улицы находится станция Екатеринбургского метрополитена  Уралмаш. К концу улицы линий метро проводить не запланировано.